# Aquila verreauxii
Aquila verreauxii, còn được gọi là đại bàng đen châu Phi, là một loài chim săn mồi lớn trong họ Accipitridae.. Loài đại bàng này sống ở vùng đồi núi miền nam và miền đông châu Phi, và ở Tây Á. Vào mùa thu mỗi cặp đôi sẽ đẻ 2-3 trứng màu kem, và trứng sẽ nở khoảng 45 ngày sau đó.

## Hình ảnh

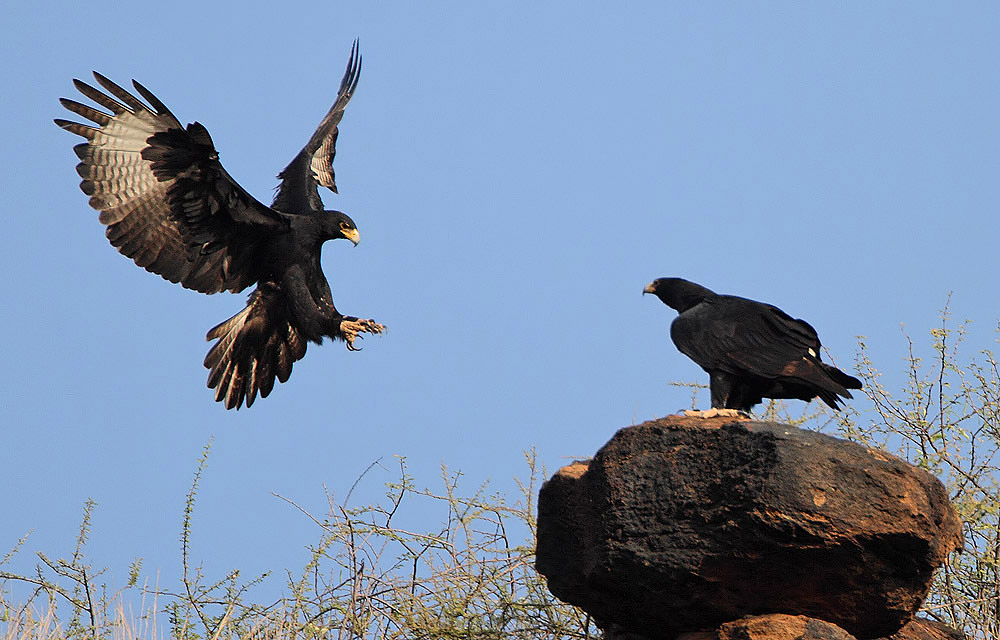
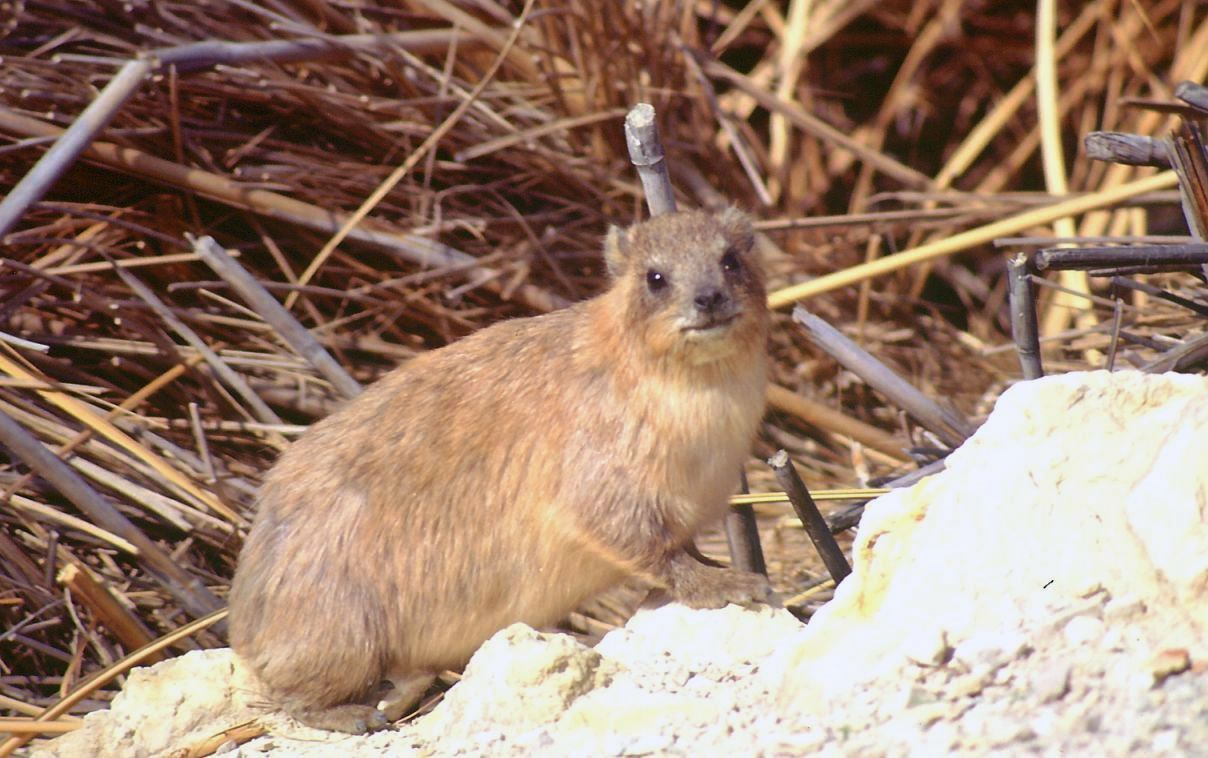

## Miêu tả
Đại bàng đen châu Phi có chiều dài 75–96 cm, với sải cánh dài 1,81-2,2 m.. Chim trống nặng 3-4,2 kg và chim mái nặng 3,1-5,8 kg. Bộ lông màu đen với một vệt màu trắng hình chữ V trên lưng. Chim non có màu nâu sáng hoặc sẫm với một khuôn mặt màu đen. Nó có hình dáng tương tự như đại bàng vàng ở Bắc bán cầu, và đại bàng đuôi nhọn (Aquila verreauxii) ở lục địa Úc.

## Con mồi
Đại bàng đen châu Phi chuyên săn bắt đa man đá. Kích thước của lãnh thổ của chúng phụ thuộc vào số lượng đa man đá. Thỉnh thoảng, chúng cũng săn các loài chim trong đó có gà Phi hoặc gà gô, và động vật có vú kích thước tương tự như đa man đá (khoảng 2–5 kg), chẳng hạn như loài gặm nhấm lớn. Chúng cũng săn các con mồi là khỉ, linh dương nhỏ và hiếm hơn là bò sát và xác chết. Chúng săn mồi bằng cách sà xung quanh các góc của vách đá và bất ngờ lao xuống con mồi. Chúng cũng săn mồi từ trên cành cây, mặc dù cách này ít được sử dụng. Chúng cũng có thể kết hợp đi săn theo cặp. Đôi khi chúng cũng cướp thức ăn từ các loài chim ăn thịt khác, bao gồm cả Kền kền râu (Chim diều râu) và đại bàng khác.